# 大坝站 (昆明市)
大坝站是昆明地铁5号线的地铁车站，位于中华人民共和国云南省昆明市西山区滇池路与南绕城高速交叉口北侧，于2022年6月29日开通。

## 车站结构
大坝站位于滇池路与南绕城高速交叉口北侧，沿滇池路设置，呈南北走向，为地下两层岛式站台车站，车站长178.95米，标准段宽21.7米，车站地下一层为站厅层，地下二层为站台层，站台设置全高站台门。
| 地面              | 出入口 | A、B、C出入口                                                                                               |
| 地下一层          | 站厅   | 客服中心、自动售票机、验票机                                                                                |
| 地下二层          | 站台   | \| \| \| █ 5号线往世博园（广福路西口） \| \| 島式 · 開左邊车门 \| \| \| \| \| \| █ 5号线往宝丰（迎海路） \| |
|                   |        | █ 5号线往世博园（广福路西口）                                                                               |
| 島式 · 開左邊车门 |        | |
|                   |        | █ 5号线往宝丰（迎海路）                                                                                     |

## 出入口
大坝站共有3个出入口，各出口及周围设施如下所示：
| 编号                  | 地点   | 建议前往的目的地           | 照片 |
| --------------------- | ------ | -------------------------- | ---- |
| 出口 · A · 升降机标志 | 滇池路 | 昆明市第七机动车安全检测站 |      |
| 出口 · B              | 滇池路 | 云南省人民防空应急指挥中心 |      |
| 出口 · C              | 滇池路 | 高尚医学影像医科肿瘤医院   |      |
| 註： 設有             |        |                            |      |

## 接驳交通

### 公交车
- 大坝地铁站(滇池路)：44路，73路，86路甲线，86路乙线，106路，171路，A1路，K25路

## 车站历史
本站工程名为河尾村站，正式站名为大坝站，以车站所处的大坝社区命名。
- 2022年6月29日，车站随5号线通车开通[1]。